# Thure Johansson
Thure Johansson, född 11 september 1912, död 12 mars 1986, var en svensk brottare. Han blev olympisk bronsmedaljör i fristil  -52 kg i London 1948.